# 朗达·拜恩
朗达·拜恩（英語：Rhonda Byrne，1945年8月26日—）是一位澳大利亚电视作家和制片人，以其新思想著作《秘密》（The Secret）和同名电影而知名。2007年9月之前该书售出400万份。2007年被时代杂志列为影响世界100人之一。
朗达·拜恩另著有：
- 《力量》 ISBN 9789861752211
- 《魔法》 ISBN 9789861752839
- 《活出你內在的英雄》 ISBN 9789861752211
- 《秘密天天練》 ISBN 9789861753829。

## 相关
- 新思想運動的吸引力法则
- 自我应验预言